# Cryptostephanus
Cryptostephanus es un género con tres especies de plantas perteneciente a la familia Amaryllidaceae. Este género es el más estrechamente vinculado al género Clivia. 

## Descripción
Las plantas tienen un rizoma carnoso grueso, son más pequeñas que Clivia y tienen sistema de pigmentos florales diferente. Dos especies similares que anteriormente estuvieron incluidas en este género, ahora se clasifican en el género Cyrtanthus , como el Cyrtanthus herrei y Cyrtanthus merkenskyanus, (sin embargo, estos tienen bulbos y semillas planas, semejantes a los del género Cryptostephanus). 
Las especies de Cryptostephanus, son nativas del cono sur de África, Angola, Tanzania, Mozambique, Kenia, Zimbabue y Namibia.

## Taxonomía
El género fue descrito por Welw. ex Baker y publicado en  J. Bot. 16: 193. 1878.

## Especies
- Cryptostephanus densiflorus
- Cryptostephanus haemanthoides
- Cryotostephanus vansonii